# Tuotomb
Le tuotomb (ou bonek, otomb, ponek, tuotom, tuotomp) est une langue bantoïde méridionale parlée au Cameroun dans la Région du Centre, dans le département du Mbam-et-Inoubou, l'arrondissement de Bafia, autour de Ndikiniméki, particulièrement dans le village de Bonek.
Avec un millier de locuteurs en 2007, son statut est incertain (7). 